# 聖佐治站 (多倫多地鐵)
聖佐治站是一座多倫多地鐵車站，坐落加拿大安大略省多倫多市中心布魯亞西街（Bloor Street West）和聖佐治街（St. George Street）交界處的東北角，為央街－大學線和布魯亞－丹佛線的交匯車站，工作日客流量於2011-12年度達266,770人次，為多倫多地鐵系統中繼布魯亞－央街站後第二繁忙的車站。此站鄰近多倫多大學聖佐治校園的北端和皇家音樂學院。
此站的大學線月台於1963年2月28日聯同大學線一起開幕並成為央街－大學線的西北端終點站，而布魯亞－丹佛線月台則於1966年2月26日聯同該線其他車站一起開幕。布魯亞－丹佛線通車初期與央街－大學線共構運行：北行的大學線列車在抵達聖佐治站後繼續往北行駛，再抵達一條三角線，每班列車梅花間竹地分別向東前往丹佛線上的活拜站和向西前往布魯亞線上的基爾站。共構運行安排於六個月後取消，聖佐治站亦恢復為央街－大學線的西北端終點站，直至該線於1978年延長至衛信站並改稱央街－大學－士巴丹拿線為止。
下列由多倫多公車局營運的巴士線駛經聖佐治站：
- 26號杜邦街巴士線（Dupont）

## 外部連結
- 维基共享资源上的相關多媒體資源：聖佐治站
- （英文）TTC St. George Station （页面存档备份，存于）－多倫多公車局網站 聖佐治站頁面